# Bermudo II. Leónský
Bermudo II. (nebo taky Vermudo II.; 953 – září 999), zvaný Dnavý (španělsky: el Gotoso), byl nejprve králem Galicie (982–984) a později i králem Leónu (984–999). Informace o jeho vládě byly zaznamenány Justo Pérezem de Urbel, který ho popsal jako „ubohého krále, který byl během svého života sužován mečem Almanzora a během smrti perem pomstychtivého biskupa“. Pelagia z Ovieda (zemřel 1153), jehož kronika „Chronicon“ velmi kriticky popisuje Bermudovu vládu. Obviňoval krále z uvěznění biskupa Gudestea z Ovidea v 90. letech 10. století a vysvětloval Almanzorovi útoky jako trest za Bermudovy hříchy.

## Vláda
V roce 982 galicijská šlechta provolala Bermuda, syna předešlého vládce Ordoña III. Leónského, králem v opozici k jeho bratranci Ramirovi III. Leónském. Tato uzurpace je vnímána jako pokračování nástupnické krize z období okolo roku 950. Během uzurpace vedl Bermudovu frakci Gonzalo Menéndez, zatímco Ramirova byla vedena Rodrigem Velázquezem. Mermudo byl korunován králem 15. října 982 v katedrále v Santiagu de Compostela. Je možné, že jeho oponenti mezi králem, Rodrigův syn Pelayo, biskup ze Santiaga, a Arias Peláez, biskup z Mondoñeda, byli posláni do exilu v klášteru Celanova, respektive klášteru San Martín de Lalín.
Jelikož jeho podpora byla pouze malá a navíc pouze regionální, Bermudo potřeboval ochranu Códrobského chalífátu. V počátcích jeho vlády docházelo v Kastílii k silným nepokojům a córdobská armáda dorazila na Bermudovu žádost, ne ale jako spojenci, ale jako dobyvatelé. Mezi listopadem 991 a zářím 992 byl Bermudo vyhnán ze svého království vzpourou vedenou předními šlechtici Gonzalo Vermúdezem, Munio Fernándezem a hrabětem Pelayo Rodríguezem. Brzy však opět získal moc a usmířil se se vzbouřenci. 8. srpna 994 Bermudo předal vesnici Veiga klášteru Celanova. Tato vesnice byla postavena Suario Gundemárezem na území nelegálně převzatou od zmiňovaného kláštera. Suario se zde usadil během svého povstání. 23. srpna stejného roku vesnice Morella byla udělena abbému Salvatu z kláštera Celanova poté, co byl zabavena.
Bermudo nakonec uspěl v opětovném získání Zamory z rukou muslimů, ale až do roku 987 se nepodařilo je vyhnat úplně. To vedlo Almanzorově odvetě, který vydal rozkaz zničit město Coimbra. Po té Almanzor oblehl a vyplenil město León, se Bermudo uchýlil do Zamory. Muslimové pokračovali ve svém dobyvačném tažením, při kterém zabrali město Astorga (996) a vyplenili Santiago de Compostela (997).
V roce 999 se jeho dna zhoršila a stalo se pro něj nemožné jezdit na koni. Jako velitel křesťanů ze severozápadního Španělska tak cestoval v nosítkách. Později toho roku zemřel ve Villanueva del Bierzo a byl pohřben v klášteře Carracedo, odkud byl později přenesen do baziliky sv. Isidora.

## Rodina

### Rodiče
Oba rodiče Bermuda II. byly předmětem odborné debaty. Hlavní soudobé zdroje ho označují prostě jako syna krále Ordoña bez dalších podrobností. Tradice ho identifikuje jako Ordoña III. a moderní výzkumy souhlasí s tímto závěrem. Avšak minimálně jeden z moderních historiků Manuel Carriedo Tejedo navrhuje, že jeho otcem byl Ordoño IV. Leónský. Otázku zdánlivě vyřešila listina z kláštera v Carracedo, kde Bermudo jmenuje svého otce Ordoña a svého děda Ramira, což vylučuje možnost, že Ordoño IV. je jeho otcem, jelikož ten byl synem Alfonsa.
Kontroverze ale panují okolo jeho matky. Tradice ji uvádí jako Urracu Fernández jako manželku Ordoña III. Biskup Pelagius uvádí jako jeho matku Ordoñovu druhou ženu Elviru. O ní však nejsou žádné zprávy v žádných listinách a kronikách, a tak pravděpodobně ani neexistovala. V královské listině, datované k 5. lednu 999, se Bermudo odkazuje k svému předku hraběti Gonzalo Betótezu z Dezy. Jelikož Bermudův oficiální rodokmen neukazuje žádného takového hraběte, Justo Pérez de Urbel navrhuje, že Bermudo byl místo toho nelegitimním synem Ordoña III. Na základě politických úvah a výše zmíněného druhého možného příbuzenství ji identifikoval jako Aragontu nebo Guntrodu, dcery Pelaya Gonzáleze, hraběte z Deza, který byl synem hrabětem Gonzala. Několik historiků tento závěr uznává, ale většina shledává důkazy nestačující a drží se tradičního podání. Skutečnost, že Bermudovou první ženou byla Velasquita Ramírez, která byla praneteří hraběte Pelaya, naznačuje, že hrabě Gonzalo byl označen za jeho příbuzného z manželčiny strany.

### Děti
S jeho první manželkou Velasquitou Ramírezem měl Bermudo dceru Cristinu, která si vzala Ordoña Ramíreze, syna předešlého krále Ramira III. Bermudo se později oženil s Elvírou García, dcerou kastilského hraběte García Fernándeze Kastilského, s kterou měl tři děti: Alfonse V. Leónského, Terezu a Sancha. Měl taky tři nemanželské děti: Elvíru, Pelaya a Ordoño Bermúdeze, který se oženil s Fronildou, dcerou dříve zmíněného hraběte Pelaya.